# Pagetopsis maculata
Pagetopsis maculata è una specie di pesce attinopterigo appartenente alla famiglia dei Channichthyidae, presente nell'Oceano Antartico.

## Tassonomia
Pagetopsis maculata fu formalmente descritto per la prima volta nel 1958 come Pagetopsis maculatus dagli scienziati sovietici Vladimir Viktorovich Barsukov e Yuri Yefimovich Permitin, con il tipo nomenclaturale raccolto nella Baia di McKenzie, nella Piattaforma di ghiaccio Amery. Il nome specifico sarebbe dovuto essere femminile, venendo così cambiato in maculata, che significa "macchiato", un'allusione alla più irregolare chiazzatura del corpo rispetto alle strisce presenti nel Pagetopsis macropterus.

## Descrizione
Generalmente, denota circa 15 striature scure, più chiare al centro, su entrambi i lati del suo corpo grigio-verdastro e strisce nere sulle sue guance, ma con un ventre biancastro, proprio come il P. macropterus, ma con la pinna dorsale nerastra e la pinna anale a strisce. Può crescere fino ad una lunghezza massima di 33 centimetri. La pinna dorsale contiene dai 9 ai 12 raggi spinosi e altre 25-27 raggi molli, mentre la pinna anale ne possiede solamente 22-24. La mascella raggiunge appena l'altezza dell'orbita. Questa specie raggiunge una lunghezza massima di 25 centimetri.

## Distribuzione, habitat e biologia
Pagetopsis maculata ha una distribuzione circum-antartica sulla piattaforma continentale e vive a profondità comprese tra i 200 e gli 800 metri. Ha grandi occhi, ma il suo colore e le profondità in cui vive sembrano suggerire che questa specie demersale abiti acque più profonde di quelle frequentate dal suo congenero Pagetopsis macropterus. Non è di alcun interesse per la pesca commerciale.